# 197 км (зупинний пункт)
197 кіломе́тр — пасажирський залізничний зупинний пункт Полтавської дирекції Південної залізниці на електрифікованій лінії Полтава-Південна — Кременчук між станціями Ліщинівка (9 км) та Кобеляки (5 км). Розташований в селі Вишневе Полтавського району Полтавської області.

## Пасажирське сполучення
На зупинному пункті 197 км зупиняються приміські поїзди сполученням Полтава — Кобеляки — Кременчук.